# هيرفي جامار
هيرفي جامار هو محامي وسياسي بلجيكي، ولد في 1965 في هوي في بلجيكا. نشط حزبياً في الحركة الإصلاحية ‏. وقد انتخب عضو البرلمان والون ‏.